# Lakuna

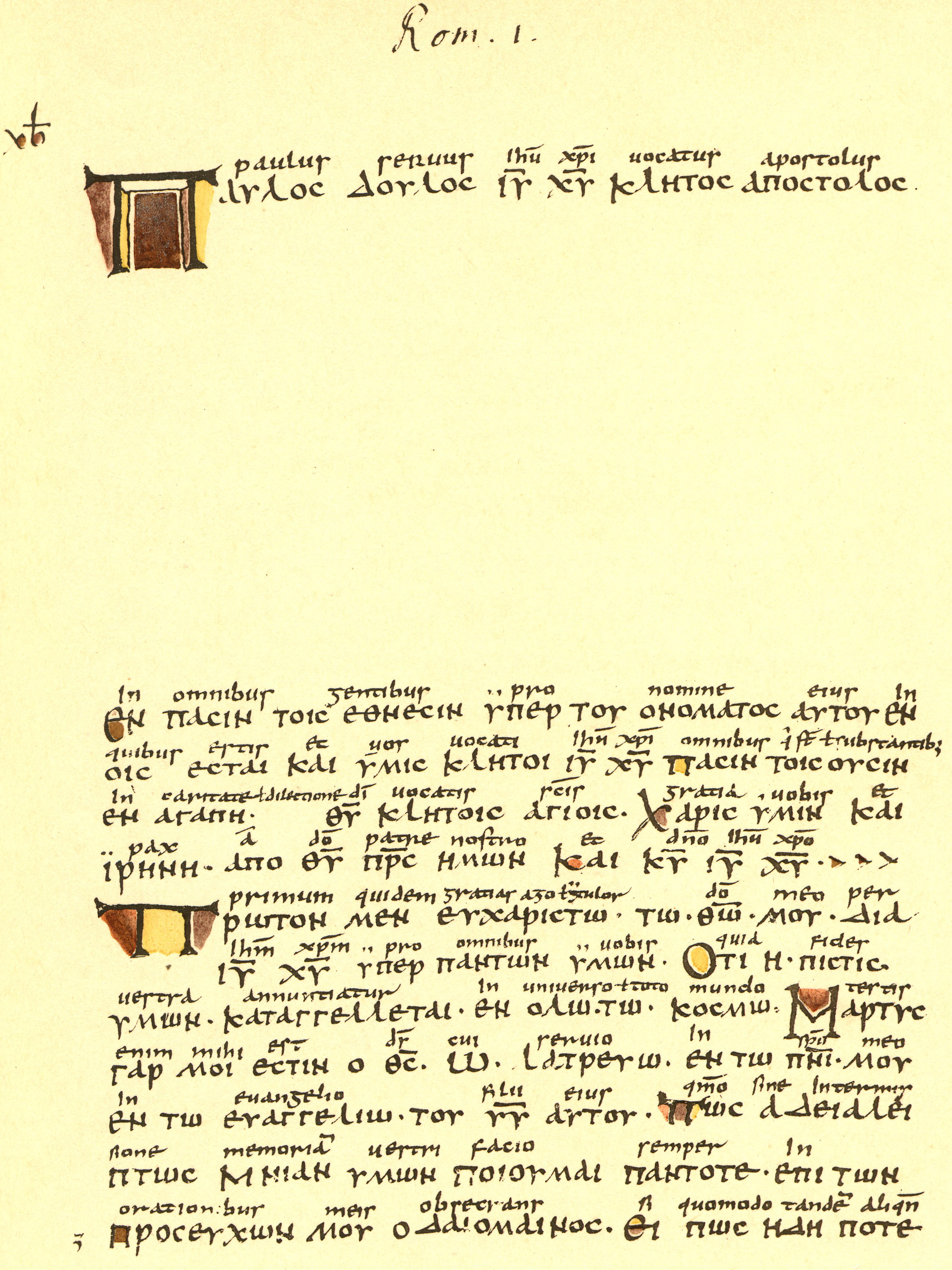
Pierwsza strona kodeksu Boernerianus z lakuną w Rz 1,1-4

Lakuna (łac. lacuna, dziura, ubytek) – termin techniczny z zakresu krytyki tekstu oznaczający ubytek tekstu w wyniku defektu jego transmisji.
Przyczyną powstania lakuny może być fizyczne uszkodzenie manuskryptu, z którego wykonywana jest nowa kopia rękopiśmienna, np. brak strony lub całej zszywki. W starożytności używano zwojów papirusowych, w których najbardziej narażony na zniszczenie był koniec (znajdujący się na wierzchu po przeczytaniu książki), stąd często spotykana sytuacja, kiedy tekst starożytnego autora urywa się pod koniec w pół zdania. W średniowieczu, epoce zszywanych z wielu stron kodeksów pergaminowych, istniało za to ryzyko wypadnięcia kart, albo nawet całych zszywek, również ze środka księgi. Nadto istnieje cały repertuar wszelkiego rodzaju mniejszych uszkodzeń powstałych w wyniku działania ognia, wilgoci (pleśń), robactwa, myszy (wygryzione dziury) itp. W lakuny szczególnie obfitują palimpsesty.
Taki fizyczny ubytek powinien wszelako zostać zaznaczony w nowym rękopisie, co jednak rzadko ma miejsce, gdyż praca kopisty, zwłaszcza gdy przepisuje on całą książkę, jest zupełnie mechanicznym mozołem, na którym na dłuższą metę nie da się skupić uwagi. Toteż większość kopistów, zarówno starożytnych, jak i średniowiecznych, pracowała bezmyślnie.
Wynika stąd druga przyczyna powstawania lakun: nieuwaga kopisty połączona z niedbalstwem korekty lub jej brakiem, prowadząca nie tylko do niezaznaczenia fizycznych defektów manuskryptu, lecz także do nieintencjonalnego pominięcia kawałka istniejącego tekstu. Mechanizm pominięcia polega na przeskoczeniu wzroku kopisty w przód do pozycji w tekście, która wygląda tak samo jak bieżąco przepisywany fragment, lub bardzo podobnie. W poezji najbardziej narażone są tu wersy, a w prozie zdania lub akapity, kończące się lub zaczynające takimi samymi słowami lub ciągami znaków; zdarza się także, że wzrok kopisty przeskakuje o linijkę lub parę linijek niżej, do miejsca, gdzie stoi taki sam wyraz, jaki kopista właśnie przepisuje.
Trzeba podkreślić, że lakuna rzadko występuje w postaci fizycznie namacalnej, np. pustego miejsca w nowej kopii rękopisu, gdyż kopiści wskutek bezmyślnego przepisywania na ogół nie są w stanie stwierdzić ubytku nawet kilku stron, a co za tym idzie, nie zaznaczają go w żaden sposób. Toteż lakuna jest właściwie ubytkiem nie fizycznej struktury rękopisu, lecz logicznej treści tekstu, i jako taka na ogół nie ujawnia się bez tego tekstu (nieraz dość głębokiej) analizy.
Szanse na naprawienie lakuny (co jest rodzajem koniektury) są odwrotnie proporcjonalne do jej wielkości. Ubytki kilku liter lub jednego wyrazu na ogół daje się uzupełnić z prawdopodobieństwem ocierającym się o pewność, że tekst przywrócono do stanu, w jakim wyszedł spod ręki autora. Lakuny obejmujące więcej niż jedno zdanie są w zasadzie przypadkami beznadziejnymi: większość takich dziur w tekście uzupełnia się na podstawie innych kopii przekazujących tę samą książkę, o ile takie kopie istnieją.
Lakunę zaznacza się następująco:
- w prozie: znakiem gwiazdki (*), w liczbie na ogół od jednej do trzech, przy czym jedna sygnalizuje lakunę przypuszczalnie małą, trzy natomiast – przypuszczalnie dużą.
- w poezji: przy ubytkach obejmujących ponad jeden wers – jak powyżej; natomiast przy ubytkach mieszczących się w obrębie jednego wersu wydawcy posługują się znakami makron i brevis sygnalizującymi, ilu sylab brakuje i jakiej mają być długości

Nie pochodzące od autora, wymyślone przez współczesnego wydawcę uzupełnienie, które likwiduje lakunę przywracając spójność tekstu, ujmuje się w nawiasy trójkątne <...>. Sygnalizuje to czytelnikowi, że tekst w tym miejscu, nawet jeśli oddaje treść zamierzoną przez autora, nie jest autentyczny.
Z kolei tekst przekazany w rękopisie, lecz usunięty przez wydawcę jako nieautentyczny zamyka się tradycyjnie w nawiasy kwadratowe [...]. Prowadzi to czasem do nieporozumień, gdyż w papirologii użycie tych nawiasów jest dokładnie odwrotne: nawias trójkątny oznacza tam tekst usunięty, natomiast nawias kwadratowy – fizyczny ubytek rękopisu (lakunę), często uzupełniony przez wydawcę.